# Вільгельм IV (король Великої Британії)
Вільге́льм IV (англ. William Henry, William IV, нім. Wilhelm IV, за англійською традицією Вільям  IV; 21 серпня 1765 — 20 червня 1837) — король Великої Британії і Ганноверу з 26 липня 1830 р.

## Ранні роки
Вільгельм, третя дитина короля Георга III й королеви Шарлотти, народився вранці 21 серпня 1765 у Букінгемському палаці. У нього було два старших брата, Георг і Фредерік, тому Вільгельм не розглядався як спадкоємець престолу. Його хрестили у Сент-Джеймському палаці 20 вересня 1765, його хрещеними були дядьки герцог Глостер і принц Генріх (у подальшому герцог Камберленд), а також тітка, принцеса Августа.

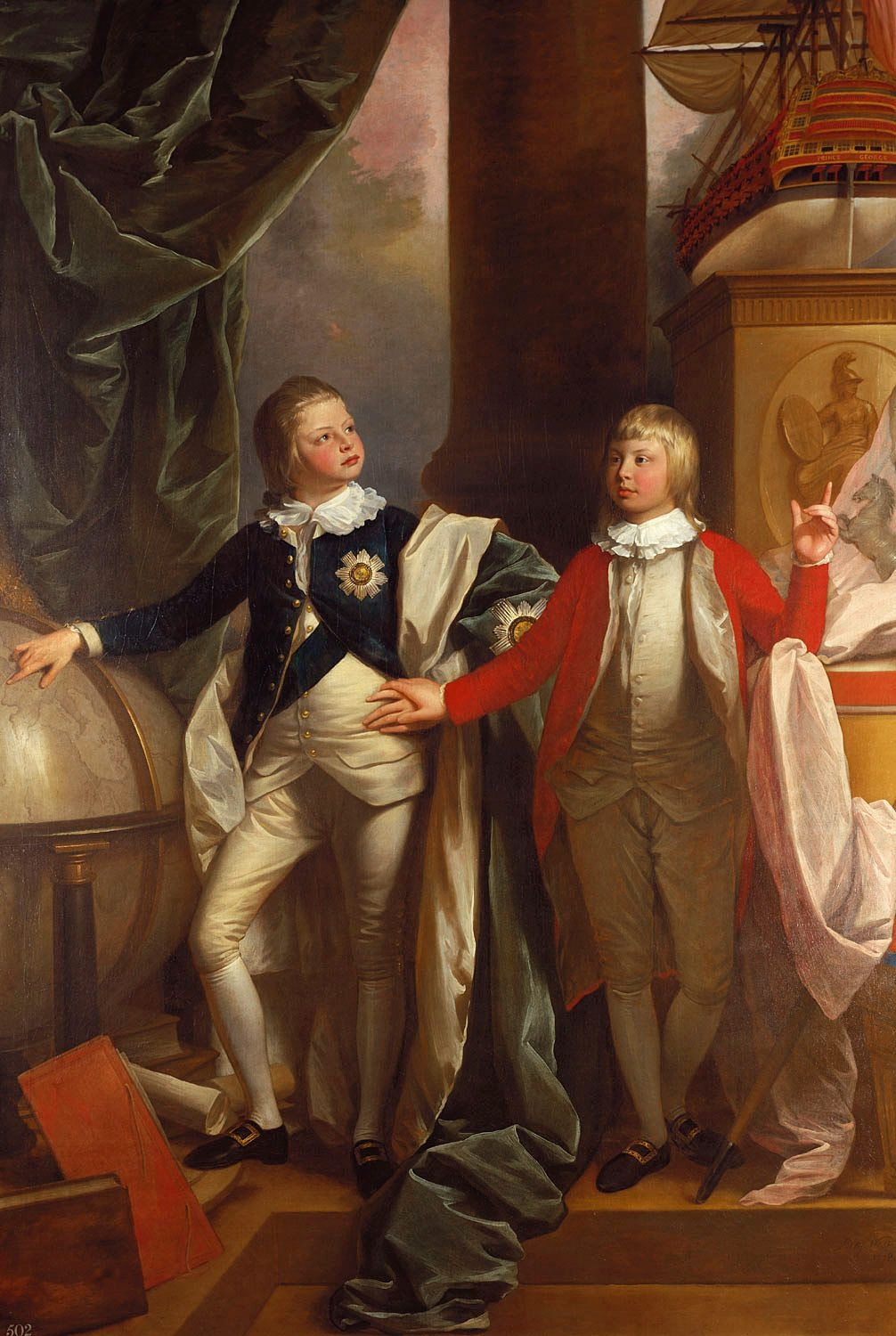
Принц Вільгельм у віці 13 років та його молодший брат Едуард у 1778

Більшу частину свого дитинства принц Вільгельм провів у Ричмонді та палаці К'ю, де його освітою займались особисті педагоги. У тринадцять років принц вступив до королівського флоту мічманом, у 1780 був присутній під час битви поблизу мису Сент-Вінсент. Хоча на борті корабля Вільгельма супроводжував наставник, його морський досвід мало відрізнявся від служби інших мічманів, оскільки він поряд з усіма брав участь у приготуванні їжі та навіть був заарештований разом з іншими членами команди за п'яну бійку в Гібралтарі (хоча принца випустили одразу ж, як встановили його особу).
Під час війни за незалежність США принц служив у Нью-Йорку. Революціонери за згоди Джорджа Вашингтона планували викрасти принца, поки він перебував в Америці. Однак британцям стало відомо про ці плани, після чого до Вільгельма, який раніше пересувався Нью-Йорком без супроводу, приставили охорону.
Отримав звання лейтенанта у 1785, а за рік став капітаном фрегата Pegasus. Наприкінці 1785 принц служив у Вест-Індії під командуванням Гораціо Нельсона, який високо відгукувався з приводу професійних якостей Вільгельма. Вільгельм і Нельсон стали добрими друзями, практично щовечора вечеряли разом, принц був свідком на весіллі Нельсона. У 1788 Вільгельм став капітаном фрегата Andromeda, а за рік разом зі званням контр-адмірала отримав командування над лінійним кораблем Valiant.
Вільгельм хотів отримати герцогський титул, подібний до тих, що мали його старші брати, та, як наслідок, отримати місце у Палаті лордів. Однак король Георг III не поспішав надавати сину звання герцога, остерігаючись, що він долучиться до парламентської опозиції. Тоді Вільгельм пригрозив, що буде обиратись до Палати громад від округу Тотнес у Девоні. Під тиском Георг здався, й 16 травня 1789 Вільгельм отримав титули герцога Кларенса й Сент-Ендрюс та графа Мюнстера. Вільгельм як і його старші брати, принц Уельський і герцог Йоркський, публічно підтримував опозиційну до короля партію Вігів, проте, як і у багатьох політиків того часу, політична орієнтація принца була дуже мінливою, тому не можна однозначно приписати його до якоїсь однієї з партій.

## Служба й політика
У 1790 залишив службу на флоті.

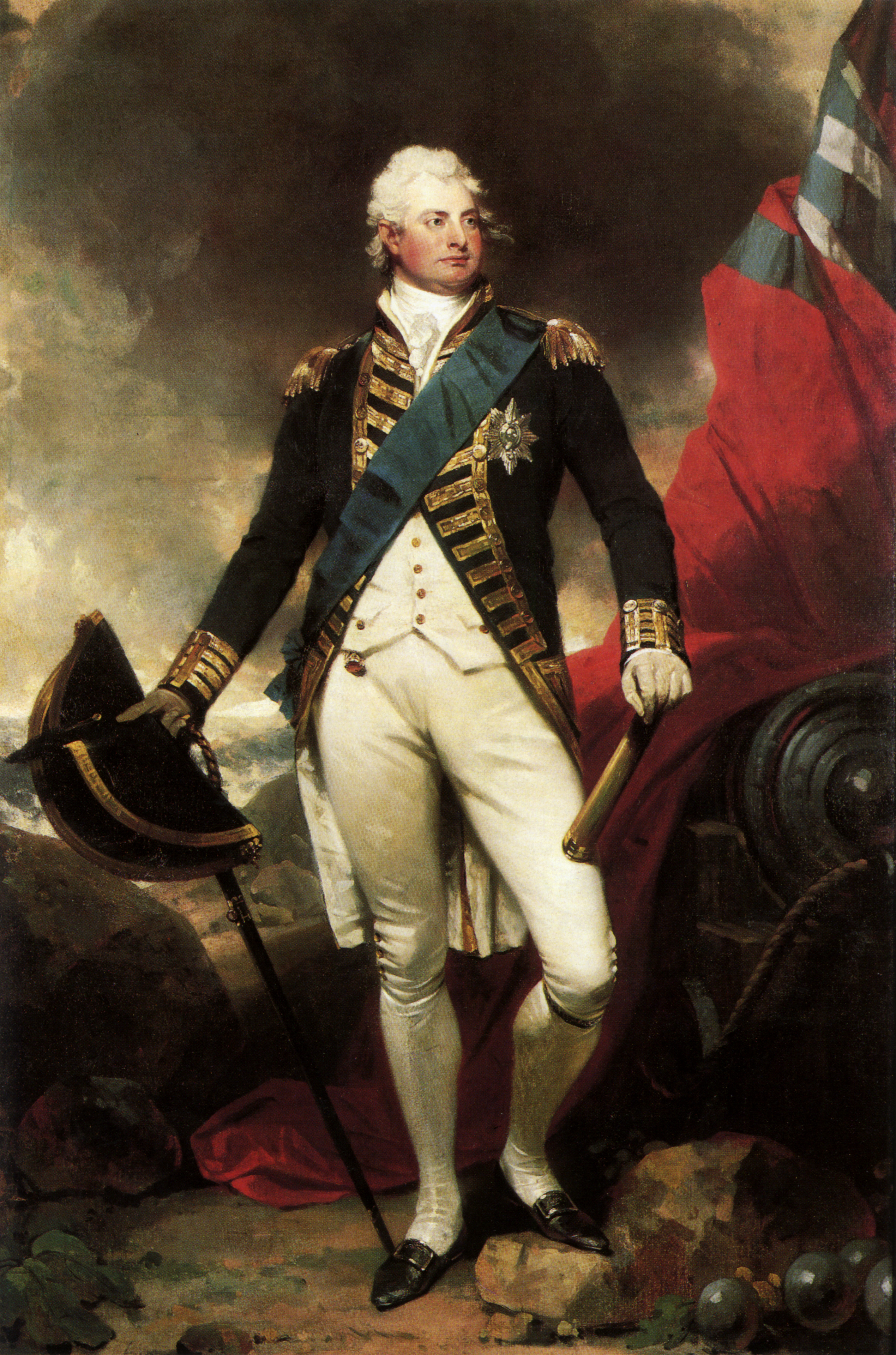
Вільгельм у мундирі, портрет роботи Мартіна Арчера Ші, близько 1800

Коли у 1793 Велика Британія вступила до війни з Францією, принц був готовий служити своїй країні та розраховував взяти у цій війні участь, але йому не надали корабель. Можливо, причиною тому було падіння п'яного принца зі сходів, в результаті якого він зламав руку, а також виступ перед Палатою лордів, в якому Вільгельм висловився проти війни. Наступного року принц висловлювався вже на підтримку війни, але Адміралтейство проігнорувало його прохання про повернення на службу. Вільгельм не полишав спроб узяти активну участь у війні, але навіть отримане ним у 1798 звання адмірала було суто формальним.
Під час Наполеонівських війн принцу також не вдалося домогтись командної посади. У 1811 отримав почесне звання адмірала флоту.
У 1813 прибув до розташування британських військ у Південних Нідерландах. Спостерігаючи з дзвіниці за бомбардуванням Антверпена, принц сам потрапив під обстріл. Куля пробила його мундир.
У Палаті лордів Вільгельм виступав проти скасування рабства, яке, хоч і було незаконним у Великій Британії, все ще існувало у британських колоніях. Багато подорожуючи, принц бачив, що вільні люди на півночі Шотландії живуть гірше, ніж раби у Вест-Індії, тому вважав, що свобода нічого доброго рабам не принесе. Багато парламентарів рахувались із думкою принца, беручи до уваги його досвід життя у Вест-Індії. Виступаючи у Палаті лордів, Вільгельм заявив, що всі прибічники ідей аболіціонізму, та зокрема Вільям Вілберфорс, є або фанатиками, або лицемірами. В інших питаннях принц частіше за все займав ліберальнішу позицію.

## Правління
На престол Вільгельм IV вступив у віці майже 65 років — він був найстаршим британським монархом на момент сходження на престол до 2022 року, коли королем став Чарльз III.
Незважаючи на похилий вік і нетривале правління, він встиг доволі багато. За нього було здійснено важливі реформи: переглянуто законодавство щодо бідняків, проведено демократизацію муніципалітетів, вперше введено обмеження на дитячу працю, а у всій Британській імперії скасовано рабство.
За актом в 1832 змінено виборчу систему. Він був останнім королем, який призначив прем'єр-міністра проти волі парламенту (1834).
1833 року за актом парламенту було скасовано рабство у колоніях Британської імперії (окрім володінь Ост-Індської компанії, островів Цейлона й Святої Єлени).
Після смерті Вільгельма припинила існування особиста унія Великої Британії та Ганновера: як британському монарху йому спадкувала племінниця Вікторія, дочка померлого в 1820 його молодшого брата Едуарда Кентського, однак вона не могла успадкувати ще й Ганноверське королівство, де був чинним салічний закон, і наступним ганноверським королем став ще один молодший брат Вільгельма, герцог Камберлендський Ернст Август.

## Родина
У 1791-1811 роках він перебував у фактичному шлюбі з акторкою Дороті Джордан (1761—1816), з якою мав потомство — 10 дітей (на прізвище Фіцкларенс, «фіц» — традиційний старофранцузький префікс до імені незаконнонароджених дітей). Після вступу на престол Вільгельм присвоїв своєму старшому сину Джорджу титул графа Мунстера (рід припинився у 2002 році).
Після смерті племінниці, принцеси Шарлотти, у 1817 році (що ставило під загрозу майбутнє династії), разом із низкою інших своїх братів поспіхом вирішив завести сім'ю та 11 липня 1818 року одружився з Аделаїдою Саксен-Майнінгенською (13 серпня 1792 — 2 грудня 1849). Від цього шлюбу народились дві дівчинки, проте жодна з них не вижила.

## Нагороди
- (KT) Орден Будяка 1770
- (KG) Орден Підв'язки 1782